# نويل برنارد (عالم نبات)
نويل برنارد (بالفرنسية: Noël Bernard)‏ هو عالم نبات فرنسي، ولد في 13 مارس 1874 في باريس في فرنسا، وتوفي في 26 يناير 1911 في Saint-Benoît, Vienne ‏ في فرنسا.